# Пеленгер
Пеленгер (мар. Пелэҥер) — деревня в Медведевском районе Марий Эл Российской Федерации. Входит в состав Шойбулакского сельского поселения.
Численность населения — 23 чел. (2014 год).

## География
Располагается в 9 км от административного центра сельского поселения — села Шойбулак.

## История
Деревня впервые упоминается в 1839 году в списках селений Царевококшайского уезда (выселок из деревни Курукнур). Жители деревни занимались бортничеством и лесозаготовками. В 1919 году жители деревни создали трудовую артель по разработке местных материалов. В деревне имелся маслозавод.
В 1931 году был создан колхоз «Пеленгер». Рядом с деревней размещалось Пеленгерское лесничество. Позже деревня вошла в состав совхоза «Шойбулакский».

## Население
| 2010 | 2011 | 2012 | 2013 | 2014 |
| ---- | ---- | ---- | ---- | ---- |
| 13   | ↗22  | ↘20  | →20  | ↗23  |

Национальный состав на 1 января 2014 г.:
| Национальность | Численность, чел. | Доля    |
| -------------- | ----------------- | ------- |
| всего          | 23                | 100,0 % |
| Марийцы        | 21                | 91,3 %  |
| Русские        | 2                 | 8,7 %   |

## Описание
Улично-дорожная сеть деревни имеет грунтовое покрытие. Просёлочная дорога, ведущая к посёлку, имеет грунтовое покрытие.
Жители проживают в индивидуальных домах, не имеющих централизованного водоснабжения и водоотведения. Деревня газифицирована в ноябре 2017 года.